# Десинхроноз
Десинхроноз (джетлаг, англ. jet lag) — стан людини, що виникає в результаті швидкого перетину декількох часових поясів (наприклад, на літаку) і, таким чином, утворення десинхронізації біологічних ритмів. Десинхроноз також може виникати в результаті праці у різні зміни та переходу на літній або зимовий час.

Після перетину декількох часових поясів порушується синхронізація фізіологічного годинника з часом на місті призначення. При цьому довжина подорожі не має значення — важлива лише кількість перетнутих часових поясів.
Стан десинхрозу може тривати декілька днів. Вважається, що відновлення зі швидкістю 2/3 дня при переміщенні на один часовий пояс на схід та 0.5 днів на 1 часовий пояс на захід є прийнятним.

## Опис стану
Хоча десинхроноз не є хворобою, він таки викликає в людини певний хворобливий стан. Одне дослідження показало, що пасажири, котрі перелітали відстань між Лондоном та Сан-Франциско, перетинаючи вісім-дев'ять часових поясів, «були дещо неуважними, неспроможними ухвалювати рішення. Ризик помилятися зростав удвічі. Окрім цього, у них зменшувалась здатність зосереджуватись та гіршала пам'ять». Для виходу з такого стану потрібно близько семи-десяти днів.

## Поради для зменшення десинхронозу

### слід
- Політ на захід: Намагайтесь взяти квиток на рейс, що вирушає у другій половині дня, щоб прибути до місця призначення в час, коли ви зазвичай лягаєте спати.
- Політ на схід: Лягайте спати раніше за день до відльоту. Обирайте той рейс літака, яким ви би прибули у вечірній час.
- Якщо політ нічний, то намагайтесь наступного дня залишатись бадьорим і піти спати раніше ввечері.
- Якщо ви перетинаєте більше, ніж шість часових поясів, то, якщо це можливо, заплануйте пересадку на половині шляху.
- Після прибуття займіться легкими фізичними вправами: ходою, бігом підтюпцем чи плаванням, і не наїдайтесь звечора.
- Якщо ви вживаєте ліки: Перед подорожжю порадьтеся з лікарем стосовно графіку прийняття ліків в новому часовому поясі. Особливу увагу цьому слід приділити діабетикам на інсуліні.
- Не їжте багато, починаючи за декілька днів перед подорожжю і під час неї, а також утримуйтесь від важкої їжі протягом декількох днів після прибуття.

### не слід
- Не вживайте міцних алкогольних напоїв, а також снодійного одразу перед польотом, під час і після нього.
- Не паліть! Паління позбавляє організм кисню, який дуже потрібен під час польоту на великій висоті.
- Якщо це можливо, не плануйте бізнес-справи чи конференції в день прибуття.[7]